# شهرستان اوکتیابرسکی (خانتی-مانسی)
شهرستان اوکتیابرسکی (به لاتین: Oktyabrsky District) یک شهرستان در روسیه است که در ناحیه خودگردان خانتی-مانسی واقع شده‌است.